# Garani, Madhugiri
Garani là một làng thuộc tehsil Madhugiri, huyện Tumkur, bang Karnataka, Ấn Độ.